# Comeesia
Comeesia là một chi bướm đêm thuộc họ Geometridae.